# Deontay Wilder vs. Tyson Fury
Deontay Wilder vs. Tyson Fury foi uma luta de boxe entre os pugilistas peso-pesados Deontay Wilder e Tyson Fury. O embate dos até então invictos se deu em 1 de dezembro de 2018 no Staples Center, em Los Angeles, na Califórnia.
Wilder chegava a este embate com um cartel de 40 vitórias em 40 lutas, com 39 nocautes. Já Fury detinha 27 vitórias em 27 embates, com 19 nocautes.
O evento foi um sucesso tanto crítico quanto comercial. A luta vendeu aproximadamente 325.000 compras pay-per-view no Showtime nos Estados Unidos, arrecadando cerca de US$ 24 milhões, tornando-a a luta mais lucrativa do país desde 2003. A transmissão atrasada do Showtime, uma semana depois, atraiu uma média de 488.000 espectadores e atingiu o pico de 590.000 espectadores.
A luta terminou em um Empate dividido, o que acabou rendendo uma revanche, pouco mais de 1 ano depois.

## A luta
A luta terminou em um empate controverso, com um scorecard marcando 115 a 111 para Wilder, um outro 114 a 112 para Fury (que foi anunciado incorretamente como 114-110) e um terceiro 113 a 113. Vinte e sete principais jornalistas e publicações de boxe fizeram a análise da luta: 15 deram vitória a Fury, 3 a Wilder, e 9 marcaram um empate.
Segundo as estatísticas da CompuBox, Wilder acertou 71 socos de 430 tentativas (17%) e Fury acertou 84 de seus 327 tentativas (26%).
Fury estava há 3 anos sem lutar, devido a problemas de saúde mental que o levavam ao alcoolismo, ganho de peso extremo e uso recreativo de drogas. Seu retorno foi justamente nesta luta. O forte desempenho de Fury contra Wilder, que incluiu a recuperação de um nocaute no penúltimo round, lhe rendeu o retorno do ano pela revista The Ring e vários outros prêmios.
Os dois então continuaram invictos, e por isso um segundo embate entre os dois era iminente. Porém, a WBC anunciou em fevereiro de 2019 que não haveria uma revanche imediata, pois Fury assinou um contrato com a ESPN e a Top Rank, o que significava que as negociações seriam mais difíceis, pois a revanche seria uma co-promoção, das quais havia tido apenas duas anteriormente: Lennox Lewis x Mike Tyson em 2002 e Floyd Mayweather Jr. x Manny Pacquiao, em 2015.

## A revanche
Com a revanche foi adiada, Fury e Wilder agendaram brigas para o intervalo. Em 18 de maio de 2019, Wilder enfrentou Dominic Breazeale (20-1, 18 KOs) e registrou um KO no primeiro round. Algumas semanas depois, em 15 de junho de 2019, Fury enfrentou Tom Schwarz (24-0, 16 KOs) e marcou um nocaute técnico no segundo turno. Fury seguiu essa vitória de paralisação com uma vitória por decisão unânime de 12 rodadas sobre Otto Wallin (20-0, 13 KOs) em 14 de setembro de 2019. Wilder teve uma revanche contra Luis Ortiz (31-1, 26 KOs) em 23 de novembro de 2019, e venceu por nocaute na sétima rodada.
Assim, após mais 2 lutas no cartel de cada um em relação ao primeiro embate, a revanche finalmente ocorreria em 22 de fevereiro de 2020, no MGM Grand Garden Arena, Paradise, Nevada. O contrato de luta incluía uma cláusula na qual o perdedor pode invocar uma luta de trilogia, se assim o desejar.
Fury chegava a luta pesando 273 libras, o terceiro peso mais pesado de sua carreira profissional e 17 libras mais pesado que o seu peso na primeira luta. Ele afirmou no início da luta que queria tamanho e poder extras para procurar um nocaute. Wilder pesou 231 libras, o mais pesado de sua carreira.
Neste dia, Fury venceu a luta após o córner Wilder jogar a toalha no 7o round. Oficialmente, o resultado da luta foi um nocaute técnico (TKO) para Fury. No momento que a luta terminou, Fury estava à frente nos cartões de pontuação dos três juízes, com 59-52, 58-53 e 59-52, com as pontuações irregulares devido a um dos juízes retirar um ponto de Fury no quinto por ele ter segurado seu oponente em um round.
Com a vitória, Fury foi classificado como o melhor peso pesado ativo do mundo pelo Transnational Boxing Rankings Board e o segundo pelo BoxRec. Além disso, o inglês entrou para a história como o primeiro boxeador a acabar com dois reinados de mais de dez defesas de cinturão. Em 2015, ele tirou Wladimir Klitschko após 19 defesas seguidas do então campeão. Wilder já estava com 10.